# Islam in Guyana
De islam in Guyana is, op het christendom en het hindoeïsme na, de derde grootste religie in het land. Volgens de laatste volkstelling van 2012 is 6,8% van het land islamitisch.

## Geschiedenis
De islam verspreidde zich via de transatlantische slavenhandel in Guyana. Islamitische volkeren uit West-Afrika, zoals de Mandingo en de Fulani, werden uit Afrika gehaald om als slaven op de suikerplantages van Guyana te werken. De islam verdween echter vanwege de onderdrukkende omstandigheden op de plantages. Een herintroductie volgde, want vanaf 1838 werden Zuid-Aziatische contractarbeiders en slaven uit Brits-Indië naar het land gehaald, waarvan een significant percentage uit moslims bestond (±15%). 
Nadat Guyana in 1966 onafhankelijk werd, versterkte het land zijn banden met het Midden-Oosten en andere delen van de grotere moslimwereld. Zo bracht president Cheddi Jagan in 1996 een bezoek aan landen zoals  Syrië, Koeweit, Bahrein, Qatar, de Verenigde Arabische Emiraten en Libanon. In 1998 trad Guyana toe tot de Organisatie voor Islamitische Samenwerking.

## Demografie
Volgens de telling van 2012 leefden er 50.272 moslims in Guyana, oftewel 6,8% van de totale bevolking. Het aantal moslims is de afgelopen decennia afgenomen vanwege emigratie naar het buitenland. 
| Jaar             | Bevolking van Guyana | Moslims | Aandeel (%) |
| ---------------- | -------------------- | ------- | ----------- |
| Telling van 1980 | 759.567              | 66.122  | 8,7%        |
| Telling van 1991 | 723.673              | 57.669  | 8,0%        |
| Telling van 2002 | 751.223              | 54.554  | 7,3%        |
| Telling van 2012 | 746.955              | 50.572  | 6,8%        |

#### Geografische distributie
Essequibo Islands-West Demerara heeft het hoogste percentage moslims in Guyana (±12%), gevolgd door East Berbice-Corentyne (±10%) en Mahaica-Berbice (±9%). 
| Nummer | Regio                           | Bevolking (2012) | Moslims | %     |
| ------ | ------------------------------- | ---------------- | ------- | ----- |
| 1      | Barima-Waini                    | 27.643           | 70      | 0,3%  |
| 2      | Pomeroon-Supenaam               | 46.810           | 3.201   | 6,8%  |
| 3      | Essequibo Islands-West Demerara | 107.785          | 12.688  | 11,8% |
| 4      | Demerara-Mahaica                | 311.563          | 18.702  | 6,0%  |
| 5      | Mahaica-Berbice                 | 49.820           | 4.494   | 9,0%  |
| 6      | East Berbice-Corentyne          | 109.652          | 10.448  | 9,5%  |
| 7      | Cuyuni-Mazaruni                 | 18.375           | 350     | 1,9%  |
| 8      | Potaro-Siparuni                 | 11.077           | 67      | 0,6%  |
| 9      | Upper Takutu-Upper Essequibo    | 24.238           | 135     | 0,6%  |
| 10     | Upper Demerara-Berbice          | 39.992           | 417     | 1,0%  |
|        | Guyana                          | 746.955          | 50.572  | 6,8%  |

## Feestdagen
De islamitische feestdagen, zoals Offerfeest, Eid-al-Fitr en Mawlid an-Nabi (de geboortedag van profeet Mohammed) worden nationaal erkend in Guyana. De data voor deze feestdagen variëren volgens de islamitische kalender.